# William Hayes (Genetiker)
William Hayes (* 18. Januar 1913 in Rathfarnham, County Dublin; † 7. Januar 1994 in Sydney)  war ein irischer Genetiker, Mediziner und Mikrobiologe.
Hayes studierte Medizin am Trinity College in Dublin, erhielt 1936 einen Bachelor-Abschluss in Naturwissenschaften und 1937 einen Abschluss in Medizin (MB) und Chirurgie (BCh) der Universität Dublin. Nach Arzt im Praktikum an verschiedenen Hospitälern in Dublin wurde er Assistent von J. W. Bigger in der Abteilung Bakteriologie des Trinity College. Im Zweiten Weltkrieg war er Offizier im Royal Army Medical Corps in Indien. In dieser Zeit wurde er Spezialist für Penicillin-Therapie und bekämpfte Salmonellen-Infektionen. Ab 1947 war er wieder am Trinity College in Dublin, wurde Lecturer und wandte sich der Genetik von Bakterien zu. Für seine Forschung mit Salmonellen erhielt er einen D.Sc. Ab 1950 war er Senior Lecturer in Bakteriologie an der University of London Postgraduate Medical School in Hammersmith. Nach einem Sabbatjahr am Caltech wurde er 1957 Leiter einer Einheit für Bakteriengenetik des Medical Research Council in Hammersmith. 1968 wechselte er an die Universität Edinburgh und 1973 wurde er Professor für Genetik an der Australian National University. 
Hayes entdeckte um 1952 den Austausch von Genmaterial zwischen Bakterien von einem Donor zu einem Empfänger.
After a sabbatical year at the California Institute of Technology he became the Director in 1957 of a new Medical Research Council Microbial Genetics Unit in Hammersmith. In 1968 the team moved to the newly formed Department of Molecular Biology at Edinburgh University. Im Ruhestand zog er 1978 nach Sydney.
Er war Fellow der Royal Society (1964) und der Royal Society of Edinburgh und erhielt 1965 die Mendel Medal. 1976 wurde er Mitglied der Australian Academy of Sciences. Er war mehrfacher Ehrendoktor (Universitäten Leicester, Dublin, Kent, National University of Ireland). 1965 hielt er die Leeuwenhoek Lecture der Royal Society, 1965 die  Griffith Memorial Lecture und 1977 die  Macfarlane Burnet Medal and Lecture der Australian Academy of Sciences.

## Schriften
- The Genetics of Bacteria and their Viruses, Blackwells 1964.